# Kalmsches Haus

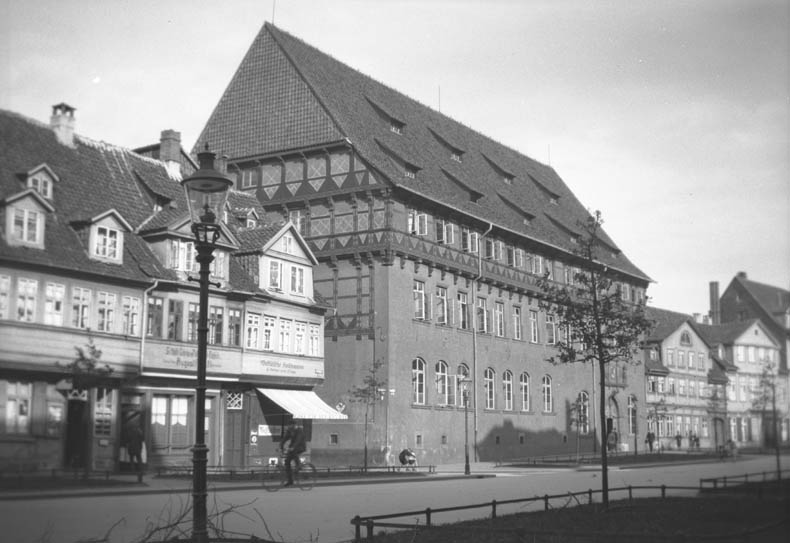
Das Kalmsche Haus 1927

Wilhelmstraße um 1900, in der Mitte das Kalmsche Haus

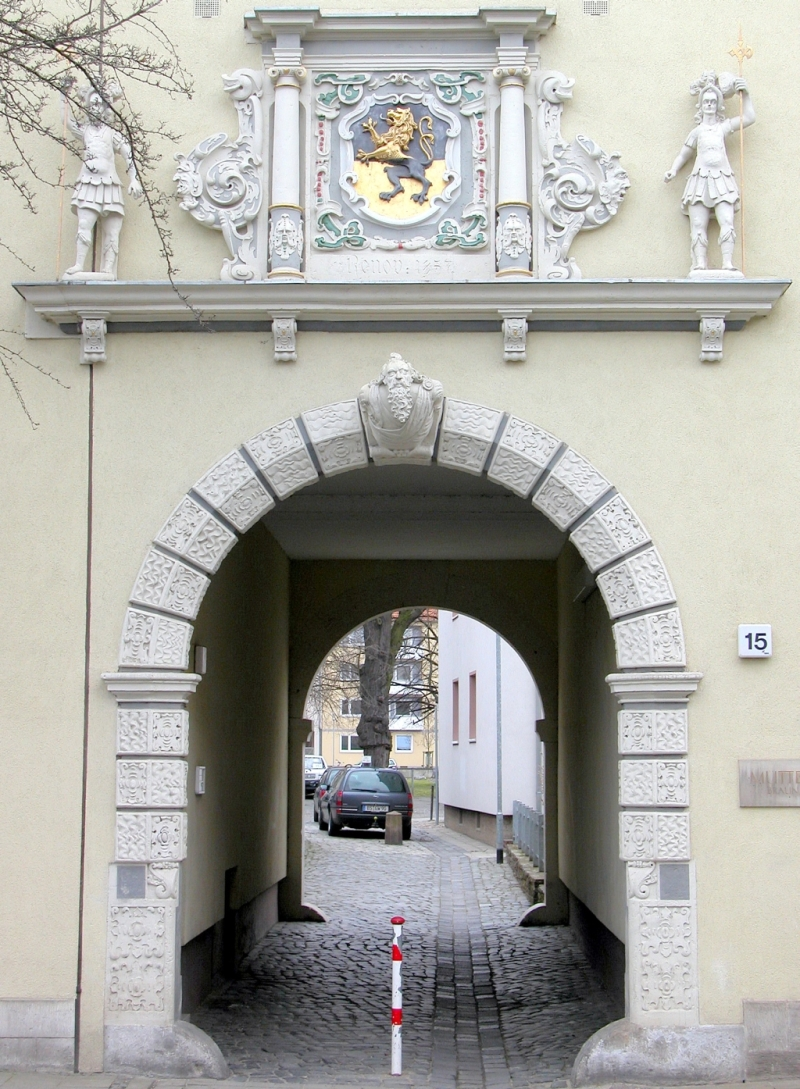
Umgesetztes Portal des zerstörten Kalmschen Hauses am neuen Standort Reichsstraße

Das Kalmsche Haus, auch von Kalmsches Haus genannt, in der Braunschweiger Wilhelmstraße 95 wurde 1619 im Renaissancestil errichtet. Das imposante Patrizierhaus wurde während des Zweiten Weltkriegs zerstört und nicht wieder aufgebaut.

## Geschichte
Im Jahre 1619 ließ der Bürgermeister Werner Kalm im Weichbild Hagen an der Straßenecke zur Abelnkarre ein großes Patrizierhaus errichten. Baumeister des Hauses war nach Ansicht Paul Jonas Meiers möglicherweise Ulrich Stamm († 1633), da das Kalmsche Haus ähnliche Merkmale wie das von Stamm geschaffene Achtermannsche Haus in Braunschweig aufwies. Das Gebäude gelangte 1699 durch Heirat in den Besitz der Braunschweiger Familie von Damm, die es 1828 an die Stadt verkaufte. Der Bau wurde seit 1830 als Mädchenbürgerschule genutzt und 1857 renoviert. Das Gebäude wurde während des Zweiten Weltkriegs zerstört. Erhalten ist lediglich das Renaissance-Portal, welches am Haus Reichsstraße 15 als Durchgang zur Opfertwete wieder errichtet wurde.

## Beschreibung
Das Gebäude besaß auf einer Breite von 25 Spann eine zweigeschossige steinerne Frontmauer, auf der ein Fachwerkgeschoss aufgesetzt war. Das reich geschmückte Portal trug einen Wappenaufsatz mit dem von zwei Hellebardenträgern flankierten Kalmschen Wappen. Dieses wurde später durch das heute noch zu sehende Stadtwappen mit dem schreitenden Löwen ersetzt. Im Innenraum befand sich in der großen Däle eine Holzsäule, an der Metalltafeln mit den Wasserständen zweier historischer Überschwemmungen vom 2. September 1641 und 10. April 1808 angebracht waren.